# Kamisaka Sekka
Kamisaka Sekka (神坂 雪佳, 1866–1942) 

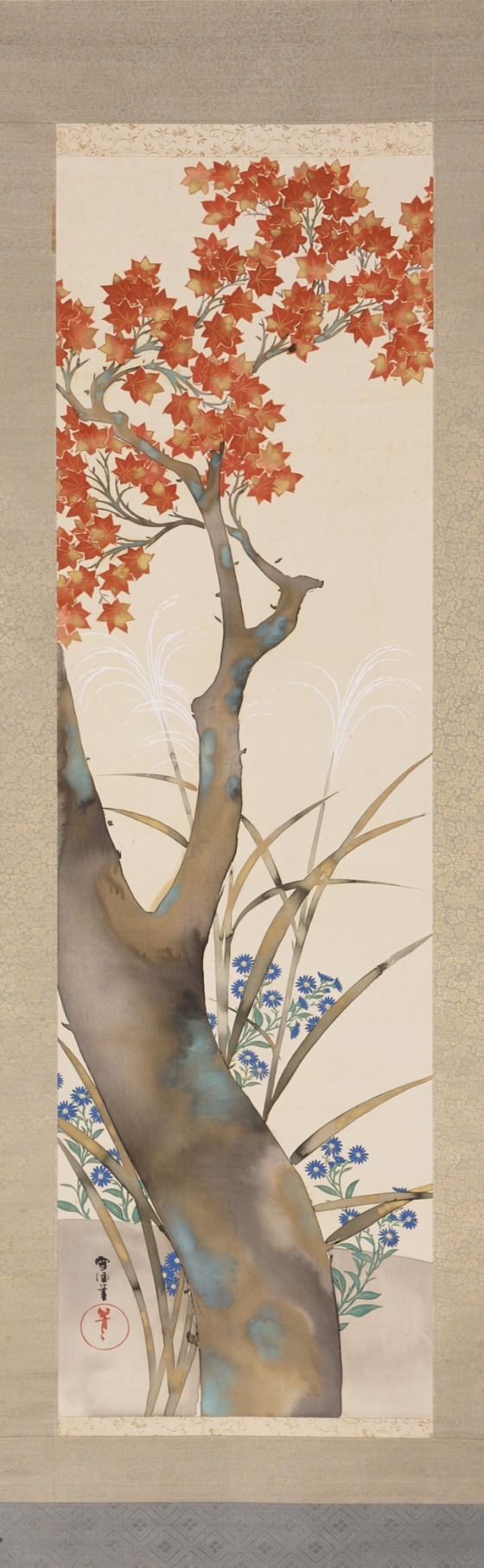

va ser una important figura artística a començaments del segle XX al Japó. Nascut a Kyoto en una família Samurai, els seus talents per a l'art i el disseny van ser reconeguts molt ràpid. Finalment es va aliar amb l'escola d'art tradicional Rinpa. És considerat l'últim gran defensor d'aquesta tradició artística. Sekka també va treballar en laca i en una varietat d'altres medis.
Com els estils tradicionals japonesos es van fer fora de moda (com l'estil Rinpa), Japó va implementar polítiques per promoure l'estil artístic únic del país mitjançant la millora de la condició dels artistes tradicionals que infonen el seu ofici amb una dosi de modernitat. Al 1901, Sekka va ser enviat pel govern japonès a Glasgow, on va rebre gran influència de l'Art Nouveau. En va cercar aprendre més sobre l'atracció occidental cap al japonisme, i quins elements o facetes de l'art japonès serien més atractius per a l'Occident. Al seu retorn al Japó, va ser professor en l'acabada d'inaugurar Escola Municipal de Kyoto d'arts i oficis, va experimentar amb els gusts occidentals, estils i mètodes, i els va incorporar en les seves obres d'estil japonès d'una altra manera més tradicional. Encara que s'enganxa al tema tradicional japonès, i alguns elements de la pintura de Rinpa, l'efecte general és molt occidental i modern. Utilitza colors brillants en grans franges, les seves imatges semblen estar a punt de ser models tipo en lloc d'imatges adequades d'un tema; els colors i els patrons semblen quasi «explotar», donant a les pintures una qualitat quasi tridimensional.

## Momoyagusa

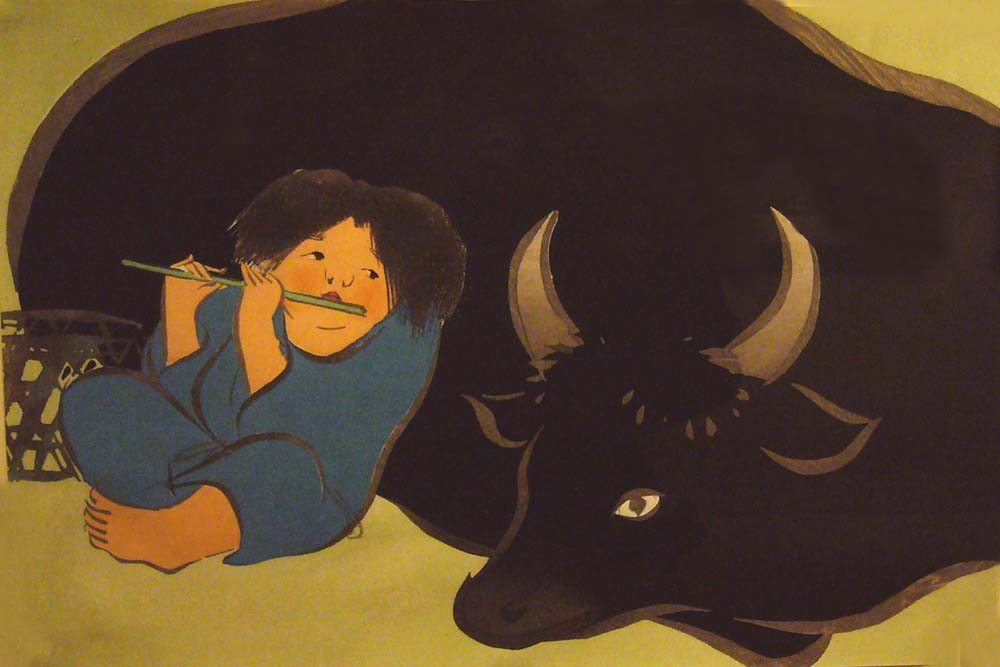
De la sèrie «Un món de coses», 1909-1910.

Momoyagusa («Un món de coses») es considera l'obra mestra de Sekka amb gravats en blocs de fusta. El conjunt de tres volums va ser encarregat entre 1909 i 1910 per l'editorial Unsōdō de Kyoto. El nom japonès de la sèrie es pot trobar primer en el text poètic del segle VIII Col·lecció de les mil fulles (Man'yōshū), que es refereix a una herba tardorenca de fulles múltiples (momoyogusa), possiblement un crisantem. El treball de seixanta imatges mostra una varietat de paisatges, figures, temes clàssics i temes innovadors, capturats en un espai petit. Demostra aquest conjunt el complet domini de Sekka de l'estil Rimpa tradicional, així com la combinació del seu propi enfocament i comprensió de les innovacions que influïen al Japó en aquest moment.

## Galeria

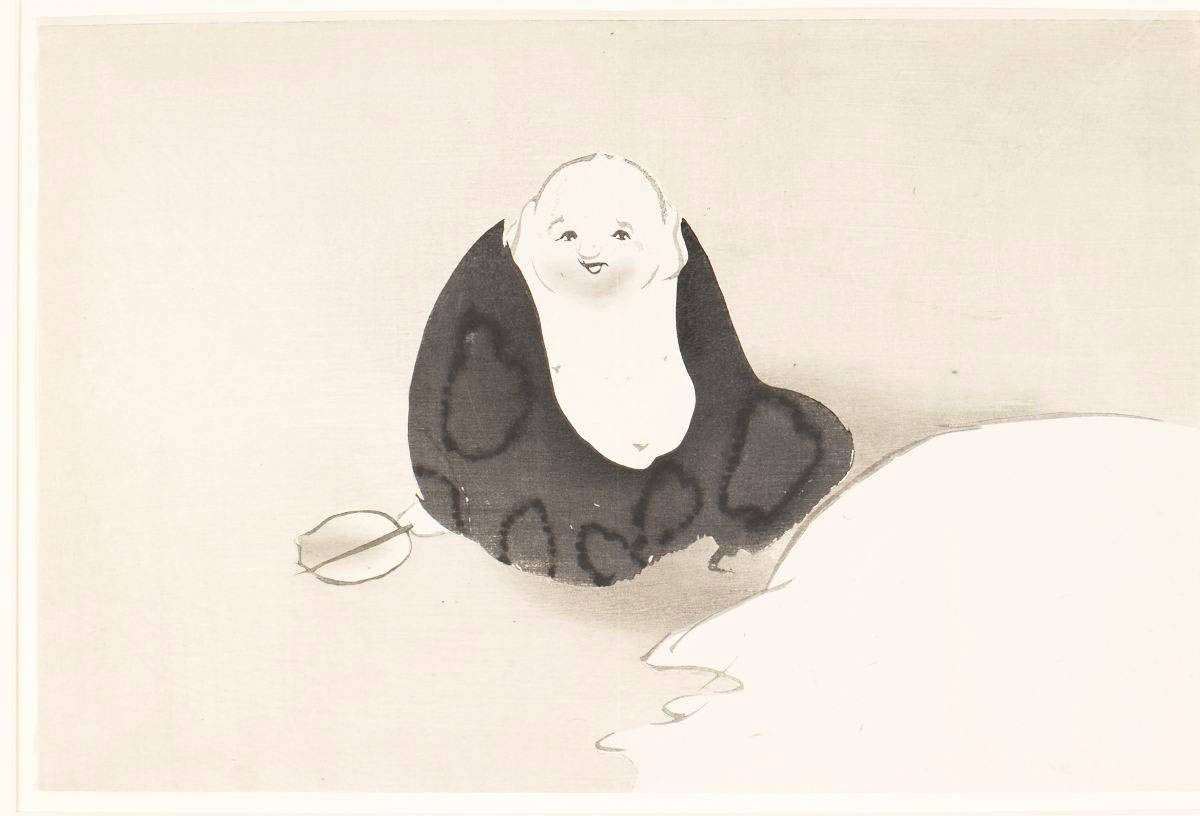
Gravat en fusta de la sèrie de Momoyagusa feta per Kamisaka Sekka.
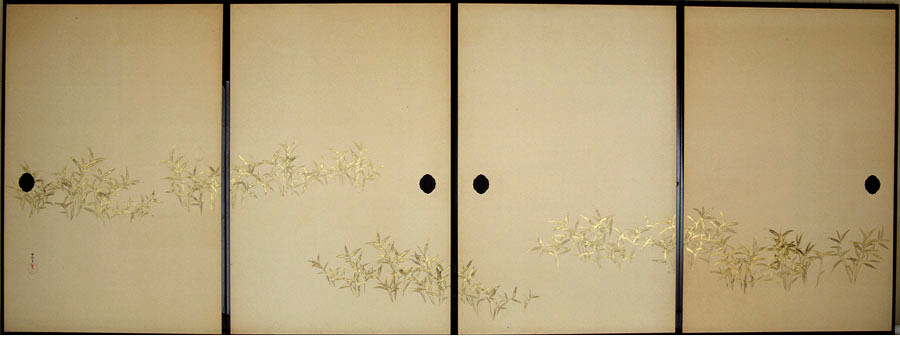
Panels de portes amb pintures al Museu Metropolità d'Art a Nova York.
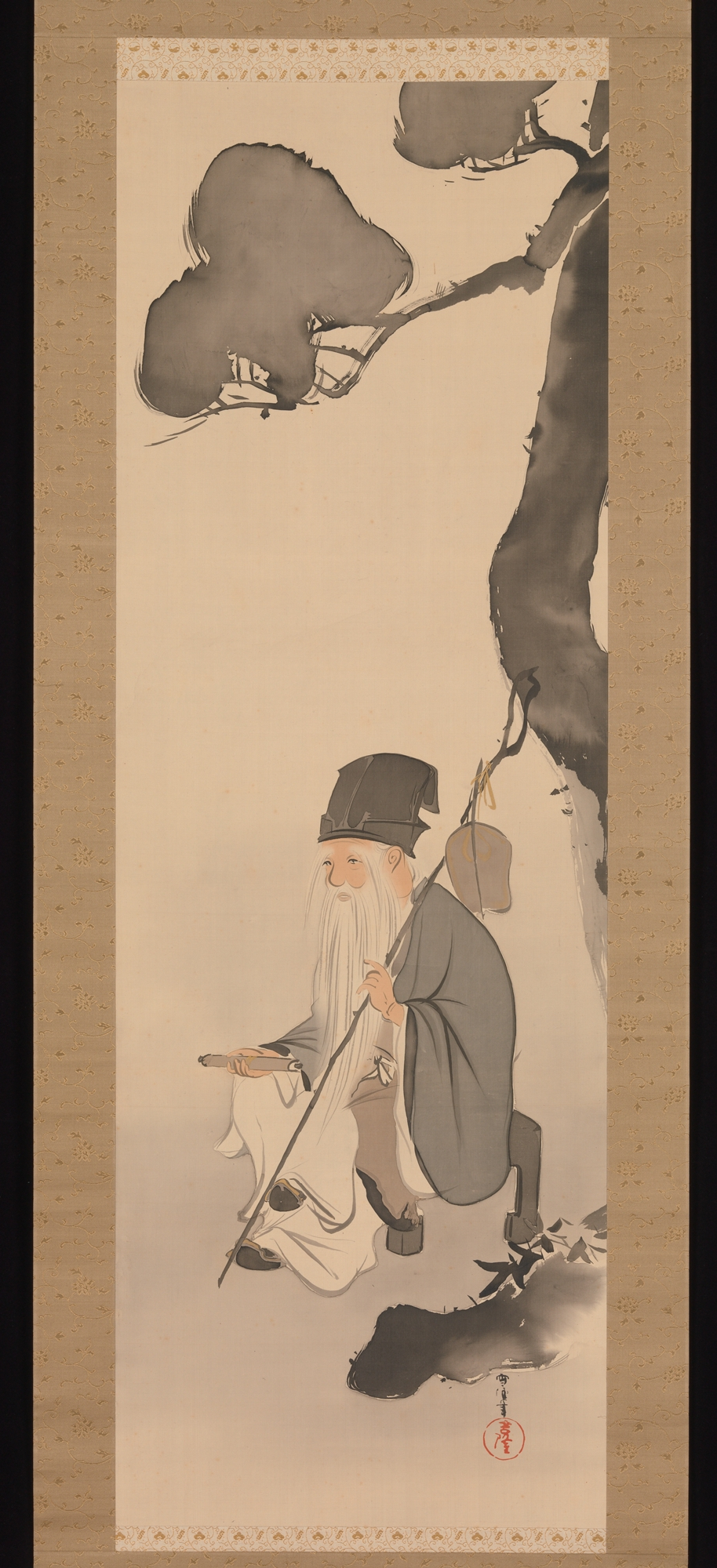
Rotlle penjat, tinta i color en seda.Museu Metropolità d'Art